# Symplocos rayae
Symplocos rayae är en tvåhjärtbladig växtart som beskrevs av H.P. Nooteboom. Symplocos rayae ingår i släktet Symplocos och familjen Symplocaceae. Inga underarter finns listade i Catalogue of Life.